# Pippo Corigliano
Giuseppe Corigliano, detto Pippo (Napoli, 31 maggio 1942 – Roma, 8 giugno 2024), è stato un giornalista, scrittore e ingegnere italiano, portavoce della Prelatura dell'Opus Dei in Italia dal 1970 al 2011.

## Biografia e carriera
Nato a Napoli nel 1942, dopo aver frequentato il liceo ginnasio statale Jacopo Sannazaro si laureò in ingegneria elettrotecnica presso l'Università degli Studi di Napoli Federico II. Successivamente si iscrisse all'Ordine dei giornalisti, dedicandosi a tempo pieno a questa carriera.
Entrò a far parte dell'Opus Dei il 1º settembre 1960, a 18 anni, come numerario, avendo anche la possibilità di conoscere e incontrare il fondatore San Josemaría Escrivá. Dopo dieci anni nella sua città natale, in cui diresse la residenza universitaria Monterone, si trasferì per lavoro prima a Milano e poi a Roma. 

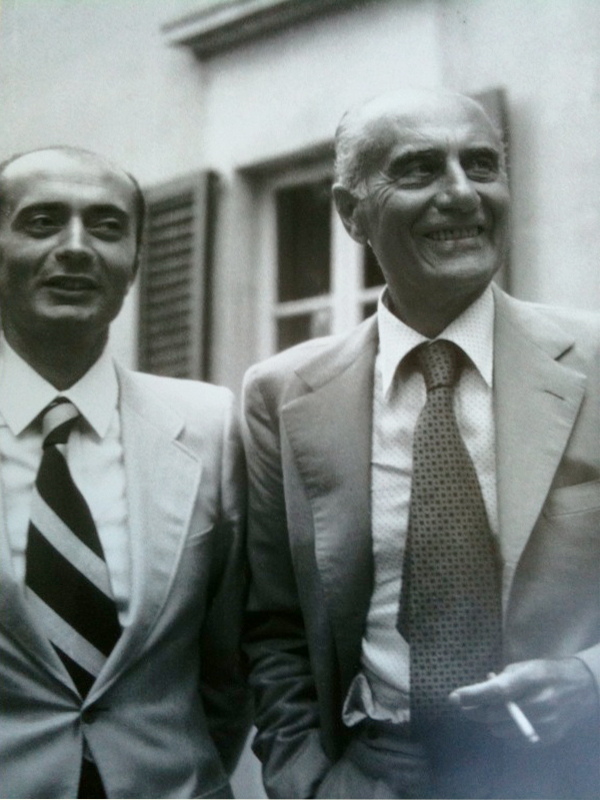
Pippo Corigliano e Indro Montanelli in visita all'Università di Navarra, 1977

Nel 1970 fu nominato direttore della comunicazione in Italia dell'Opus Dei e in tale veste partecipò in prima persona a diversi avvenimenti importanti della storia dell'Opera, come l'erezione della stessa a prelatura personale nel 1982 o la canonizzazione di Escrivá nel 2002, collaborando anche con Rai Vaticano. Fu inoltre in prima linea nel rispondere alle diverse accuse mosse all'Opus Dei nel corso degli anni: di particolare rilievo furono il confronto televisivo con Ferruccio Pinotti (autore del libro inchiesta Opus Dei segreta) nella trasmissione televisiva Le storie - Diario italiano di Corrado Augias, e le critiche al libro e al film del Codice Da Vinci di Dan Brown.
Strinse rapporti di amicizia e collaborazione con figure come Indro Montanelli, Vittorio Messori, Ettore Bernabei e Leonardo Mondadori, guidandolo nel suo cammino di conversione spirituale.
Andò in pensione nel 2011. Da allora, oltre a dedicarsi alla carriera di scrittore realizzando diverse opere sul suo rapporto con la fede, si occupò di consulenza, formazione e comunicazione per altri enti e associazioni affiliate all'Opus Dei, come il Campus Bio-Medico e l'IPE di Napoli. nel 2010 avviò un blog personale: "Preferisco il Paradiso".
La sua passione principale fu la formazione delle giovani generazioni che continuò ad alimentare parallelamente a tutti gli altri incarichi svolti.
Morì inaspettatamente a Roma l'8 giugno 2024, una settimana dopo aver compiuto 82 anni.

## Opere
- Un lavoro soprannaturale. La mia vita nell'Opus Dei, Mondadori, Milano, 2008
- Preferisco il paradiso. La vita eterna: com'è e come arrivarci, Mondadori, Collana Oscar Saggi, Milano, 2010
- L'Italia del «miracolo» e del futuro. Intervista ad Ettore Bernabei, Edizioni Cantagalli, Roma, 2012
- Quando Dio è contento. Il segreto della felicità, Mondadori, Milano, 2013[10]
- Cartoline dal paradiso. La speranza oltre la crisi. Vol. 1, con prefazione di Costanza Miriano, Edizioni Ares, Milano, 2014
- Siamo in missione per conto di Dio. La santificazione del lavoro, Mondadori, Milano, 2015[11]
- Cartoline dal paradiso. La speranza oltre la crisi. Vol. 2, con prefazione di Vittorio Messori, Edizioni Ares, Milano, 2017
- Il cammino di san Josemaría. Il fondatore dell'Opus Dei e i giovani, Mondadori, Milano, 2019
- Alfonso Maria de' Liguori. Il più napoletano dei santi, il più santo dei napoletani, Edizioni Ares, Milano, 2023